# صباح حاتم
صباح حاتم (انگلیسی: Sabah Hatim؛ زادهٔ ۱ ژوئیهٔ ۱۹۵۰) بازیکن فوتبال اهل عراق بود.
از باشگاه‌هایی که در آن بازی کرده‌است می‌توان به باشگاه فوتبال الشرطه (عراق) اشاره کرد.
وی همچنین در تیم ملی فوتبال عراق بازی کرده‌است.